# Premio Goya per la migliore sceneggiatura originale
Il premio Goya per la migliore sceneggiatura originale (premio Goya al mejor guión original) è un premio cinematografico assegnato annualmente dall'Academia de las Artes y las Ciencias Cinematográficas de España a partire dal 1989 alla migliore sceneggiatura originale di un film di produzione spagnola uscito nelle sale cinematografiche nel corso dell'anno precedente.
Nelle prime due edizioni dei Premi Goya è stato assegnato un unico premio per la miglior sceneggiatura (premio Goya al mejor guión), la distinzione in due categorie, originale e non originale, è stata introdotta a partire dalla terza.
Il plurivincitore è Alejandro Amenábar, che ha ricevuto quattro volte il riconoscimento, due volte da solo e due insieme a Mateo Gil.

## Albo d'oro
I vincitori sono indicati in grassetto, a seguire gli altri candidati.

### Anni 1987-1989
- 1987: Fernando Fernán-Gómez - Il viaggio in nessun luogo (El viaje a ninguna parte)
  - Pedro Beltrán - Mambru andò in guerra (Mambrú se fue a la guerra)
  - José Luis Borau - Tata mía
- 1988: Rafael Azcona - Il bosco animato (El bosque animado)
  - Manuel Matji - La guerra dei pazzi (La guerra de los locos)
  - Rafael Azcona e Luis García Berlanga - Mori e cristiani (Moros y cristianos)
- 1989: Pedro Almodóvar - Donne sull'orlo di una crisi di nervi (Mujeres al borde de un ataque de nervios)
  - Agustín Díaz Yanes e Rafael Monleón - Intrighi e piaceri a Baton Rouge (Baton rouge)
  - Antonio Mercero, Horacio Valcárcel e Román Gubern - Espérame en el cielo
  - Rafael Azcona e José Luis García Sánchez - Pasodoble
  - Gonzalo Suárez - Remando al viento

### Anni 1990-1999
- 1990: Agustín Villaronga - Il bambino della luna (El niño de la luna)
  - Antonio Larreta, Lázaro Irazábal, Fernando Colomo e Jaime Chávarri - Le cose dell'amore (Las cosas del querer)
  - José Luis Cuerda - Svegliati, che non è poco (Amanece, que no es poco)
  - Manuel Iborra - La danza dell'oca (El baile del pato)
  - Rafael Azcona e José Luis García Sánchez - Il volo della colomba (El vuelo de la paloma)
- 1991: Montxo Armendáriz - Le lettere di Alou (Las cartas de Alou)
  - Agustín Díaz Yanes, Eduardo Calvo García e Manuel Matji - Da sola con te (A solas contigo)
  - Pedro Almodóvar - Légami! (¡Átame!)
- 1992: Juanma Bajo Ulloa e Eduardo Bajo Ulloa - Ali di farfalla (Alas de mariposa)
  - Álvaro del Amo, Carlos Pérez Merinero e Vicente Aranda - Amantes - Amanti (Amantes)
  - Luis Marías - Tutto per la pasta (Todo por la pasta)
- 1993: Rafael Azcona, José Luis García Sánchez e Fernando Trueba - Belle Époque
  - Cuca Canals e Bigas Luna - Prosciutto, prosciutto (Jamón, jamón)
  - Julio Medem e Michel Gaztambide - Vacas
- 1994: Mario Camus - Sombras en una batalla
  - Ángel Fernández Santos e Francisco Regueiro - Madre Gilda (Madregilda)
  - Jorge García Berlanga e Luis García Berlanga - Tutti in carcere (Todos a la cárcel)
- 1995: Joaquín Oristrel, Yolanda García Serrano, Juan Luis Iborra e Manuel Gómez Pereira - Todos los hombres sois iguales
  - Gonzalo Suárez - Il detective e la morte (El detective y la muerte)
  - David Trueba - I peggiori anni della nostra vita (Los peores años de nuestra vida)
- 1996: Agustín Díaz Yanes - Nessuno parlerà di noi (Nadie hablará de nosotras cuando hayamos muerto)
  - Joaquín Oristrell, Naomi Wise, Juan Luis Iborra e Manuel Gómez Pereira - Boca a boca
  - Jorge Guerricaechevarría e Álex de la Iglesia - Il giorno della bestia
- 1997: Alejandro Amenábar - Tesis
  - David Trueba - La buena vida
  - Isabel Coixet - Le cose che non ti ho mai detto (Cosas que nunca te dije)
- 1998: Ricardo Franco e Ángeles González-Sinde - La buona stella (La buena estrella)
  - Fernando León de Aranoa - Familia
  - Montxo Armendáriz - Segreti del cuore (Secretos del corazón)
- 1999: Fernando León de Aranoa - Barrio
  - Alejandro Amenábar e Mateo Gil - Apri gli occhi (Abre los ojos)
  - Rafael Azcona, David Trueba, Manuel Ángel Egea e Carlos López - La niña dei tuoi sogni (La niña de tus ojos)
  - Julio Medem - Gli amanti del circolo polare (Los amantes del círculo polar)

### Anni 2000-2009
- 2000: Benito Zambrano - Solas
  - Gracia Querejeta, Elías Querejeta e Manuel Gutiérrez Aragón - Cuando vuelvas a mi lado
  - Icíar Bollaín e Julio Llamazares - Flores de otro mundo
  - Pedro Almodóvar - Tutto su mia madre (Todo sobre mi madre)
- 2001: Achero Mañas e Verónica Fernández - El bola
  - Jorge Guerricaechevarría e Álex de la Iglesia - La comunidad - Intrigo all'ultimo piano (La comunidad)
  - José Luis Borau - Leo
  - José Luis Garci e Horacio Valcárcel - You'Re the One - Una Historia de Entonces (Una historia de entonces)
- 2002: Alejandro Amenábar - The Others
  - Julio Medem - Lucía y el sexo
  - Agustín Díaz Yanes - Nessuna notizia da Dio (Sin noticias de Dios)
  - Joaquín Oristrell, Teresa de Pelegrí, Cristina Rota e Dominic Harari - Sin vergüenza
- 2003: Enrique Braso e Antonio Hernández - En la ciudad sin límites
  - Pedro Almodóvar - Parla con lei (Hable con ella)
  - Fernando León de Aranoa e Ignacio del Moral - I lunedì al sole (Los lunes al sol)
  - Julio Wallowits e Roger Gual - Smoking Room
- 2004: Iciar Bollaín e Alicia Luna - Ti do i miei occhi (Te doy mis ojos)
  - Cesc Gay e Tomás Aragay - En la ciudad
  - Jaime Rosales e Enric Rufas - Las horas del día
  - Pablo Berger - Torremolinos 73 - Ma tu lo faresti un film porno? (Torremolinos 73)
- 2005: Alejandro Amenábar e Mateo Gil - Mare dentro (Mar adentro)
  - José Ángel Esteban, Carlos López e Manolo Matji - Horas de luz
  - Joaquín Oristrell, Dominic Harari e Teresa de Pelegrí - Inconscientes
  - Adolfo Aristarain, Katty Saavedra e Mario Camus - Roma
- 2006: Isabel Coixet - La vita segreta delle parole (La vida secreta de las palabras)
  - Alberto Rodríguez Librero e Rafael Cobos - 7 vírgenes
  - Eduard Cortés e Piti Español - Otros días vendrán
  - Fernando León de Aranoa - Princesas
- 2007: Guillermo del Toro - Il labirinto del fauno (El laberinto del fauno)
  - Daniel Sánchez Arévalo - Azul oscuro casi negro
  - Jorge Sánchez-Cabezudo - La notte dei girasoli (La noche de los girasoles)
  - Pedro Almodóvar - Volver
- 2008: Sergio G. Sánchez - The Orphanage (El Orfanato)
  - Icíar Bollaín e Tatiana Rodríguez - Mataharis
  - Ignacio Martínez de Pisón - Le 13 rose (Las 13 rosas)
  - Gonzalo Suárez - Oviedo Express
  - Gracia Querejeta e David Planell - Siete mesas de billar francés
- 2009: Javier Fesser - Camino
  - Dionisio Pérez, José Antonio Quirós e Ignacio del Moral - Cenizas del cielo
  - Chus Gutiérrez e Juan Carlos Rubio - Retorno a Hansala
  - Agustín Díaz Yanes - Sólo quiero caminar

### Anni 2010-2019
- 2010: Mateo Gil e Alejandro Amenábar - Agora
  - Alberto Rodríguez Librero e Rafael Cobos - After
  - Daniel Sánchez Arévalo - Gordos
  - Pedro Almodóvar - Gli abbracci spezzati (Los abrazos rotos)
- 2011: Chris Sparling - Buried - Sepolto (Buried)
  - Álex de la Iglesia - Ballata dell'odio e dell'amore (Balada triste de trompeta)
  - Paul Laverty - También la lluvia
  - Alejandro González Iñárritu - Biutiful
- 2012: Enrique Urbizu e Michel Gaztambide - No habrá paz para los malvados
  - Miguel Barros - Blackthorn - Sin destino
  - Martí Roca, Sergi Belbel, Cristina Clemente e Aintza Serra - Eva
  - Woody Allen - Midnight in Paris
- 2013: Pablo Berger - Blancanieves
  - Fernando Trueba e Jean-Claude Carrière - El artista y la modelo
  - Rafael Cobos López e Alberto Rodríguez Librero - Grupo 7
  - Sergio G. Sánchez e María Belón - The Impossible (Lo imposible)
- 2014: David Trueba - La vita è facile ad occhi chiusi (Vivir es fácil con los ojos cerrados)
  - Pablo Alén e Breixo Corral - 3 bodas de más
  - Daniel Sánchez Arévalo - La gran familia española
  - Enric Rufas e Fernando Franco - La herida
- 2015:  Rafael Cobos, Alberto Rodríguez - La isla mínima
  - Daniel Monzón, Jorge Guerricaechevarría - El Niño
  - Carlos Vermut - Magical Girl
  - Damián Szifrón - Storie pazzesche (Relatos salvajes)
- 2016: Cesc Gay e Tomás Aragay - Truman - Un vero amico è per sempre (Truman)
  - Alberto Marini - Desconocido - Resa dei conti (El desconocido)
  - Borja Cobeaga - Negociador
  - Daniel Guzmán - A cambio de nada
- 2017: Raúl Arévalo e David Pulido - La vendetta di un uomo tranquillo (Tarde para la ira)
  - Jorge Guerricaechevarría - Box 314 - La rapina di Valencia (Cien años de perdón)
  - Paul Laverty - El olivo
  - Isabel Peña e Rodrigo Sorogoyen - Che Dio ci perdoni (Que Dios nos perdone)
- 2018: Jon Garaño, Andoni de Carlos, José María Goenaga e Aitor Arregi - Handia
  - Pablo Berger - Abracadabra
  - Carla Simón - Estate 1993 (Estiu 1993)
  - Paco Plaza e Fernando Navarro - Verónica

- 2019: Isabel Peña e Rodrigo Sorogoyen - Il regno (El reino)
  - David Marqués e Javier Fesser - Non ci resta che vincere (Campeones)
  - Arantxa Echevarría - Carmen y Lola
  - Asghar Farhadi - Tutti lo sanno (Todos lo saben)

### Anni 2020-2029
- 2020: Pedro Almodóvar - Dolor y gloria
  - David Desola e Pedro Rivero - Il buco (El hoyo)
  - Jose Mari Goenaga e Luiso Berdejo - La trinchera infinita
  - Alejandro Amenábar e Alejandro Hernández - Mientras dure la guerra

- 2021: Pilar Palomero - Las niñas
  - Alicia Luna e Iciar Bollaín - Il matrimonio di Rosa
  - Javier Fesser e Claro García - Pessime storie
  - Alejandro Hernández - Adú

- 2022: Fernando León de Aranoa - Il capo perfetto
  - Clara Roquet - Libertà
  - Isa Campo e Iciar Bollaín - Una donna chiamata Maixabel (Maixabel)
  - Juanjo Giménez Peña e Pere Altimila - Tres

- 2023: Isabel Peña e Rodrigo Sorogoyen - As bestas
  - Arnau Vilaró e Carla Simón - Alcarràs - L'ultimo raccolto (Alcarràs)
  - Alauda Ruiz de Azúa - Cinco lobitos
  - Carlos Vermut - Mantícora
  - Alberto Rodríguez Librero e Rafael Cobos - Modelo 77

- 2024: Estibaliz Urresola Solaguren - 20.000 especies de abejas
  - Víctor Erice e Michel Gaztambide - Cerrar los ojos
  - Carmen Garrido e Alejandro Marín - Te estoy amando locamente
  - Alejandro Rojas e Juan Sebastián Vasquez - Upon Entry - L'arrivo (La llegada)
  - Félix Viscarret - Una vida no tan simple